# فاكوس-فينيكس
فاكوس-فينيكس هي كيان إداري إقليمي في موريشيوس، والمستوى الأول من التقسيم الإداري، تقع في مقاطعة بلينز ويلهمز، بلغ عدد سكانها 107,678 نسمة، تبلغ مساحتها 54 كيلومتر مربع.

## المناخ
يظهر الجدول التالي التغييرات المناخية على مدار السنة لفاكوس-فينيكس:
| البيانات المناخية لـفاكوس-فينيكس  | البيانات المناخية لـفاكوس-فينيكس | البيانات المناخية لـفاكوس-فينيكس | البيانات المناخية لـفاكوس-فينيكس | البيانات المناخية لـفاكوس-فينيكس | البيانات المناخية لـفاكوس-فينيكس | البيانات المناخية لـفاكوس-فينيكس | البيانات المناخية لـفاكوس-فينيكس | البيانات المناخية لـفاكوس-فينيكس | البيانات المناخية لـفاكوس-فينيكس | البيانات المناخية لـفاكوس-فينيكس | البيانات المناخية لـفاكوس-فينيكس | البيانات المناخية لـفاكوس-فينيكس | البيانات المناخية لـفاكوس-فينيكس |
| الشهر                             | يناير                            | فبراير                           | مارس                             | أبريل                            | مايو                             | يونيو                            | يوليو                            | أغسطس                            | سبتمبر                           | أكتوبر                           | نوفمبر                           | ديسمبر                           | المعدل السنوي                    |
| --------------------------------- | -------------------------------- | -------------------------------- | -------------------------------- | -------------------------------- | -------------------------------- | -------------------------------- | -------------------------------- | -------------------------------- | -------------------------------- | -------------------------------- | -------------------------------- | -------------------------------- | -------------------------------- |
| الدرجة القصوى °ف (°م)             | 88.9 (31.6)                      | 88.9 (31.6)                      | 88.7 (31.5)                      | 86.0 (30.0)                      | 85.3 (29.6)                      | 80.6 (27.0)                      | 79.7 (26.5)                      | 78.3 (25.7)                      | 81.5 (27.5)                      | 83.3 (28.5)                      | 86.0 (30.0)                      | 88.5 (31.4)                      | 88.9 (31.6)                      |
| متوسط درجة الحرارة الكبرى °ف (°م) | 81.7 (27.6)                      | 81.5 (27.5)                      | 81.3 (27.4)                      | 79.3 (26.3)                      | 76.6 (24.8)                      | 73.2 (22.9)                      | 71.2 (21.8)                      | 71.2 (21.8)                      | 73.0 (22.8)                      | 75.4 (24.1)                      | 78.4 (25.8)                      | 80.8 (27.1)                      | 77.0 (25.0)                      |
| متوسط درجة الحرارة الصغرى °ف (°م) | 68.7 (20.4)                      | 69.3 (20.7)                      | 68.7 (20.4)                      | 67.3 (19.6)                      | 63.9 (17.7)                      | 60.8 (16.0)                      | 59.5 (15.3)                      | 59.2 (15.1)                      | 59.7 (15.4)                      | 61.7 (16.5)                      | 64.0 (17.8)                      | 66.9 (19.4)                      | 64.1 (17.9)                      |
| أدنى درجة حرارة °ف (°م)           | 58.3 (14.6)                      | 52.9 (11.6)                      | 57.7 (14.3)                      | 54.5 (12.5)                      | 53.2 (11.8)                      | 46.8 (8.2)                       | 45.9 (7.7)                       | 46.4 (8.0)                       | 49.1 (9.5)                       | 50.7 (10.4)                      | 48.9 (9.4)                       | 57.2 (14.0)                      | 45.9 (7.7)                       |
| الهطول إنش (مم)                   | 11.48 (291.6)                    | 15.76 (400.2)                    | 9.71 (246.6)                     | 8.26 (209.9)                     | 4.74 (120.3)                     | 3.78 (96.1)                      | 4.49 (114.0)                     | 4.70 (119.4)                     | 2.86 (72.7)                      | 2.48 (62.9)                      | 2.55 (64.7)                      | 7.76 (197.1)                     | 78.57 (1٬995٫5)                  |
| متوسط الأيام الممطرة (≥ 1 mm)     | 16                               | 18                               | 17                               | 17                               | 15                               | 14                               | 17                               | 18                               | 13                               | 11                               | 10                               | 13                               | 179                              |
| المصدر:                           |                                  |                                  |                                  |                                  |                                  |                                  |                                  |                                  |                                  |                                  |                                  |                                  |                                  |

## مدن توأم
المدن التوأم:
- أنتسيرابي
- بونه
- Sainte-Suzanne, Réunion [الإنجليزية]‏.

## أعلام
- أوليفر لافيغيلانتي
- أنايروود جوناوث
- أوليفيا كاري
- فرانسواز باسكال